# George Zebrowski
George Zebrowski (n. 28 decembrie 1945, Villach, Carintia, Austria – d. 20 decembrie 2024) a fost un autor american și editor de științifico-fantastic care a scris și editat o serie de cărți și este fostul redactor al Buletinului Scriitorilor de Științifico-fantastic din America - The Bulletin of the Science Fiction Writers of America. A locuit împreună cu Pamela Sargent, cu care a co-scris o serie de romane, inclusiv romane Star Trek. 
Zebrowski a câștigat Premiul John W. Campbell Memorial  în 1999 pentru romanul său Brute Orbits. Trei din povestirile sale scurte, "Heathen God", "EichmannVariations" și "Wound the Wind", au fost nominalizate la Premiul Nebula, iar "The Idea Trap" a fost nominalizat la Premiul Theodore Sturgeon.

### Romane
- The Omega Point (1972) [Omega Point #2]
- The Star Web (1975)
- Ashes and Stars (1977) [Omega Point #1
- Sunspacer (1978)
- Macrolife (1979)
- A Silent Shout (1979)
- Mirror of Minds (1983) [Omega Point #3]
- The Omega Point Trilogy (1983)
- The Stars Will Speak (1985)
- Stranger Suns (1989)
- Behind the Stars (1996)
- Sunspacers Trilogy (1996)
- The Killing Star (1996) cu Charles Pellegrino
- Brute Orbits (1998)
- Cave of Stars (1999)
- Empties (2009)

### Romane Star Trek
- A Fury Scorned (1996). Co-scris cu Pamela Sargent. Bazat pe serialul TV Star Trek: The Next Generation
- Heart of the Sun (1997). Co-scris cu Pamela Sargent. Bazat pe serialul TV Star Trek: The Original Series
- Dyson Sphere (April, 1999). Co-scris cu Charles R. Pellegrino. Bazat pe serialul TV Star Trek: The Next Generation
- Across the Universe (October, 1999). Co-scris cu Pamela Sargent. Bazat pe serialul TV Star Trek: The Original Series
- Garth of Izar (2003). Co-scris cu Pamela Sargent. Bazat pe serialul TV Star Trek: The Original Series

### Colecții
- The Monadic Universe (1977)
- Swift Thoughts (2002)
- In the Distance, and Ahead in Time (2002)
- Black Pockets: And Other Dark Thoughts (2006)

### Antologii editate
- Human Machines: An Anthology of Stories About Cyborgs (1975) cu Thomas Scortia
- Tomorrow Today: No. 1 (1975)
- Faster than Light (1976) with Jack Dann
- Three in Space (1981) with Jack Dann and Pamela Sargent
- Creations: The Quest for Origins in Story and Science (1983) cu Isaac Asimov și Martin Greenberg
- Nebula Awards 20 (1985)
- Nebula Awards 21 (1986)
- Synergy: New Science Fiction, Volume 1 (1987)
- Nebula Awards 22 (1988)
- Synergy: New Science Fiction, Volume 2 (1988)
- Synergy: New Science Fiction, Volume 3 (1988)
- Synergy: New Science Fiction, Volume 4 (1989)
- Three in Time (1997) cu Jack Dann și Pamela Sargent
- Synergy SF: New Science Fiction (2004)

### Non - ficțiune
- Beneath the Red Star: Studies on International Science Fiction (1996)
- Skylife: Space Habitats in Story and Science (2000) cu Gregory Benford